# 후베파르마 아레나
후베파르마 아레나(불가리아어: Хювефарма Арена)는 불가리아 라즈그라드에 위치한 경기장으로 루도고레츠 라즈그라드의 홈 구장으로 사용되고 있다.